# Symphlebia ochrida
Symphlebia ochrida là một loài bướm đêm thuộc phân họ Arctiinae, họ Erebidae.